# Peilung
Als Peilung (niederdeutsch peilen aus mittellateinisch pagella (Messlatte), etymologisch verwandt mit Pegel) werden in der Nautik und Navigation Methoden bezeichnet, mit denen der Winkel zwischen der Richtung nach einem gepeilten Objekt und einer Bezugsrichtung gemessen wird, zum anderen wird der ermittelte Winkel selbst als Peilung bezeichnet.
Zur übergeordneten Thematik siehe Richtungsmessung.
Wenn der Beobachter die Richtung seiner eigenen Fortbewegung ermittelt, spricht man vom Kurs.

## Bezugssysteme für Peilung

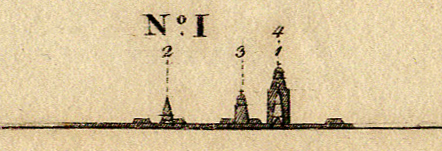
Peilung von der Rothen Tonne über die Scharhörnbake (1) auf den Großen Leuchtturm Neuwerk (4) zur Einfahrt in die Elbmündung um 1831. Weitere Landmarken: Nordbake (2) und Kleiner Leuchtturm (3).

Das am häufigsten verwendete absolute Bezugssystem ist durch die Himmelsrichtungen gegeben. Messungen relativ zur astronomischen Nordrichtung werden in der Nautik als rechtweisend bezeichnet, solche zu magnetisch Nord hingegen als missweisend. In der nautischen und Flugnavigation werden neben der Himmelsrichtung vor allem folgende Arten von Zielen gepeilt:
- markante, ortsfeste Objekte an der Küste oder an Verkehrswegen (Landmarken)
- natürliche Punkte wie Sterne, Mond und Sonne, Berge, Kaps, Inseln
- künstliche Punkte wie Funkfeuer oder Leuchtfeuer und spezielle Seezeichen

Peilungen werden nicht nur in Schifffahrt und Luftfahrt vorgenommen, sondern auch im Alltag. Hier verwendet man neben den Himmelsrichtungen auch gerne Angaben wie auf 10 Uhr. Dabei ist das Bezugssystem die eigene Vorausrichtung und die Festlegung des Winkels erfolgt mit dem Zifferblatt einer Uhr, deren 12-Uhr-Markierung vom Betrachter wegzeigt (die Angabe „10 Uhr“ entspricht dann 60° links).
Einfachere und ungenauere Arten der Peilung erfolgen teilweise sogar unbewusst, wenn sie sich auf die eigene Vorausrichtung beziehen -- beispielsweise mit den Worten links vor uns oder rechts von dir.

## Optische Peilung, Funkpeilung und Radarpeilung
Wird die Richtung zum angepeilten Objekt visuell bestimmt, also im Wesentlichen durch einen Blick, dessen Richtung bestimmt wird, spricht man von optischer Peilung.
In der Radarpeilung ersetzt ein Radarimpuls den menschlichen Blick, es wird (vereinfacht) die Richtung bestimmt, in der ein selbst ausgesandtes Radarsignal reflektiert wird.
In der Funknavigation wird dagegen der Winkel gemessen, unter dem die von einem Bodensender ausgestrahlten Funkwellen am Messpunkt eintreffen, die sogenannte Funkpeilung. Aus zwei oder mehr so ermittelten Funkstandlinien lässt sich der Funkstandort bestimmen, vgl. Kreuzpeilung.
In der Funknavigation werden Kurse, anders als in der übrigen Navigation, generell auf missweisend Nord bezogen, da die Cockpitinstrumente für VOR und NDB missweisende Kurse angeben. Daher spielen missweisende Peilungen eine besondere Rolle.
- Funkpeilung
  - mit einem Peilrahmen lässt sich die Richtung feststellen, aus der einlaufende Funkwellen kommen.
  - mit ADF, (Radiokompass, automatische Erkennung der Zweideutigkeit)
  - mit VOR
  - mit Langstreckennavigationssystemen wie beispielsweise LORAN-C

Davon abzugrenzen ist die Satellitennavigation, die zwar ebenfalls Funkwellen verwendet, aber nicht auf Winkelmessung basiert, sondern auf der Messung von Signallaufzeiten.

## Spezielle Peil-Methoden

### Alignement
Als Alignement bezeichnet man die Peilung entlang einer Hauskante, Bauflucht oder einer anderen Geraden oder Ebene.

### Kreuzpeilung
Eine Kreuzpeilung ergibt sich, wenn von einem Standort aus zwei verschiedene Objekte mit bekanntem Ort angepeilt werden. Der Kreuzungspunkt der beiden Standlinien ist der eigene Standort. Details siehe: Terrestrische Navigation#Kreuzpeilung

### Versegelungspeilung, Vierstrichpeilung
Wird ein Objekt von zwei unterschiedlichen Standorten aus angepeilt, lässt sich aus dem Abstand der Standorte und den gemessenen Winkeln der Abstand zum angepeilten Objekt bestimmen. Details siehe: Terrestrische Navigation#Versegelungspeilung

### Peilung vertikaler Winkel (Elevation)
Prinzipiell kann man mit Hilfe einer Peilung auch Punkte gleicher Höhe bestimmen – etwa durch Anvisieren des gegenüberliegenden Berges oder Berghangs über den Wasserspiegel der Trinkflasche.

### Daumenpeilung
Mittels der Daumenpeilung kann man Winkel auch ohne technische Messgeräte näherungsweise bestimmen.

### Daumensprung
Der Daumensprung hat große Ähnlichkeit mit der Versegelungspeilung. Durch abwechselndes Peilen mit dem rechten und linken Auge und mit Hilfe des Strahlensatzes lässt sich die Entfernung eines Objekts bekannter Größe abschätzen.

### Peilung über Sonne und Mond
Sonne und Mond haben beide einen scheinbaren Durchmesser von fast genau einem halben Grad. Da sich beide etwa einmal pro Tag „um die Erde drehen“, legen sie auf ihrem Weg um die Erde somit 720-mal ihren eigenen Durchmesser zurück. Damit bewegen sie sich also in 2 Minuten um ihren eigenen Durchmesser und damit ein halbes Grad, in 4 Minuten jeweils ein ganzes Grad, in 8 Minuten zwei Grad usw. zurück. Man muss also nur auf die Uhr schauen, eine entsprechend lange Zeit warten und hat ein Bogenstück am Himmel mit dem gewünschten Winkel.

## Peilung als Winkel

### Rechtweisende Peilung
Als rechtweisende Peilung bezeichnet man den Winkel zwischen rechtweisend Nord und dem gepeilten Objekt. Die rechtweisende Peilung wird vor allem bei der Arbeit mit Karten benutzt, die im Regelfall rechtweisend ausgerichtet sind.

#### Sonderfall Funknavigation
In Funknavigationskarten sind missweisende Kurse angegeben, daher werden in der Funknavigation generell missweisende Peilungen und Kurse verwendet.

### Missweisende Peilung
Als missweisende Peilung wird der Winkel zwischen missweisend Nord und dem gepeilten Objekt bezeichnet. Die Messung erfolgt im Uhrzeigersinn. Siehe auch: Deklination (Geographie)

### Magnetkompass-Peilung
Als magnetische Peilung oder Magnetkompass-Peilung wird der Winkel zwischen Magnetkompass Nord und dem gepeilten Objekt bezeichnet. Die Messung erfolgt im Uhrzeigersinn. Die Magnetkompass-Peilung entspricht der missweisenden Peilung zuzüglich einer eventuellen Ablenkung durch lokale Magnetfelder. Siehe auch: Deviation (Navigation)

### Seitenpeilung
Winkel zwischen der eigenen Fahrzeugrichtung z. B. Querab und dem gepeilten Objekt (z. B. „zwei Strich achterlicher als Steuerbord querab“)

#### Funkseitenpeilung in der Luftfahrt
Mit Funkseitenpeilung wird der Winkel zwischen der Flugzeuglängsachse und der Funkstandlinie, d. h. der Linie Flugzeug – Bodensender, gemessen im Uhrzeigersinn, bezeichnet. Die Angabe des RB (für engl. relative bearing = Funkseitenpeilung) allein reicht noch nicht aus, um festzustellen, wo auf der Standlinie zur Bodenstation sich das Flugzeug befindet. Hierzu bedarf es einer weiteren Peilung.

## Weitere Verwendung
Als Peilung oder Peilen bezeichnet man außerdem das Messen von Wassertiefen oder das Aufnehmen eines Gewässerbettes.

### Verwendung im übertragenen Sinne
Umgangssprachlich wird der Begriff „Peilung“ auch im Sinne von „Orientierung“ gebraucht. Gemeint ist in der Regel nicht das räumliche, sondern das sachliche Orientierungsvermögen einer Person, also deren Kognitionsfähigkeit und/oder Kompetenz („Du hast doch überhaupt keine Peilung!“, „Nach der dritten Erklärung hat er es dann gepeilt.“).